# Opistognathus scops
Opistognathus scops är en fiskart som först beskrevs av Oliver Peebles Jenkins och Barton Warren Evermann, 1889.  Opistognathus scops ingår i släktet Opistognathus och familjen Opistognathidae. IUCN kategoriserar arten globalt som livskraftig. Inga underarter finns listade i Catalogue of Life.